# Stempel (górnictwo, budownictwo)

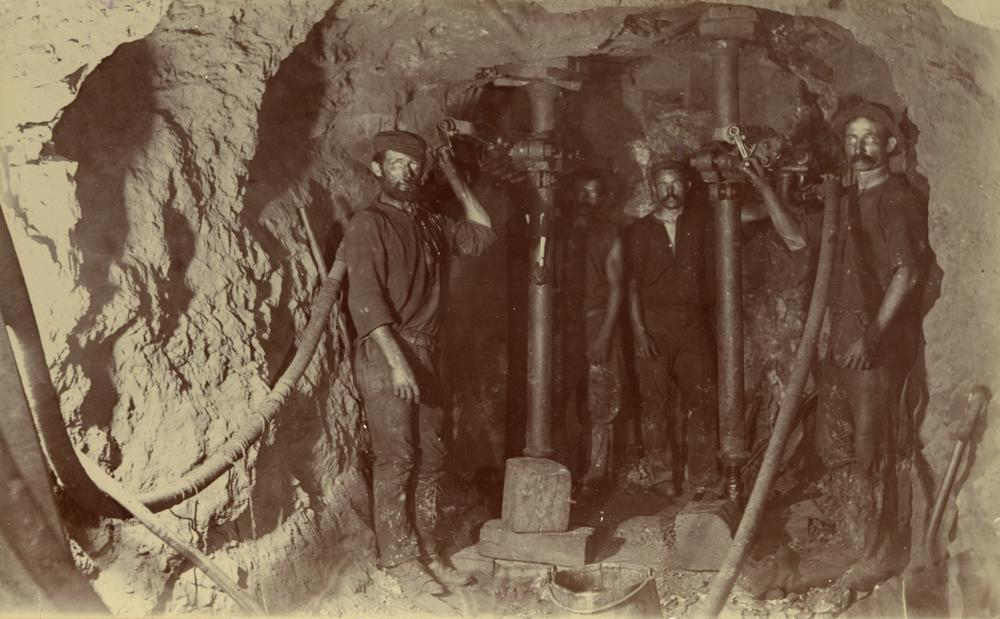
Stemple w kopalni Mount Morgan, 1903 r.

Stempel – słup podpierający strop chodnika górniczego lub zagrożonej zawaleniem budowli. Stemple w obu tych zastosowaniach są zazwyczaj elementami tymczasowymi.